# Araux
 Araux  es una población y comuna francesa, en la región de Aquitania, departamento de Pirineos Atlánticos, en el distrito de Oloron-Sainte-Marie y cantón de Navarrenx.

## Demografía
| 224 | 247 | 257 | 285 | 312 | 319 | 313 | 286 | 287 | 290 | 255 | 246 | 242 | 229 | 242 | 236 | 216 | 198 | 194 | 190 | 183 | 168 | 156 | 153 | 119 | 106 | 115 | 115 | 109 | 123 | 110 | 115 | 120 |
| Para los censos de 1962 a 1999 la población legal corresponde a la población sin duplicidades (Fuente: INSEE [Consultar]) |     |     |     |     |     |     |     |     |     |     |     |     |     |     |     |     |     |     |     |     |     |     |     |     |     |     |     |     |     |     |     |     |

## Economía
La principal actividad es la agrícola (ganadería y policultivo).